# Padre Pio (miniserie televisiva)
 Padre Pio è una miniserie televisiva italiana del 2000, diretta da Carlo Carlei e prodotta da Angelo Rizzoli per Videotrade Audiovisivi.

## La fiction di Mediaset
La miniserie, come la concorrente prodotta da Rai, Padre Pio - Tra cielo e terra, è stata presentata in occasione della chiusura della causa di beatificazione del frate di Pietrelcina.
La fiction ripercorre la vita del frate di Pietrelcina, dall'infanzia, all'ordinazione, alle stimmate, attraverso un lungo flashback, qui offertoci tramite un lungo interrogatorio da parte di un sacerdote.
Tra gli interpreti principali Sergio Castellitto (Padre Pio dai 30 fino agli 80 anni), Jurgen Prochnow (nel ruolo del visitatore apostolico, che interrogherà Padre Pio), Flavio Insinna (Padre Paolino), Lorenza Indovina (Cleonice) e Roberto Chevalier (Padre Agostino Gemelli).
Il soggetto e la sceneggiatura della serie sono di Massimo De Rita e Mario Falcone, con la collaborazione di Carlo Carlei e sono tratti dal libro Padre Pio - Un santo tra noi di Renzo Allegri.

## Trama

### Prima parte
La notte d'inizio 22 settembre 1968, poco dopo mezzanotte, un visitatore apostolico tedesco arriva in Puglia, a San Giovanni Rotondo, da Padre Pio, un tempo Francesco Forgione di Pietrelcina, per vederlo e parlargli, anche in occasione del cinquantenario delle sue stimmate. Inizialmente questo permesso gli verrà negato, a causa delle cattive condizioni di salute del frate ultraottantenne, ma vista l'insistenza di quest'ultimo, il visitatore riuscirà ad avere un colloquio con lui.
Il frate, notando la grande curiosità dell'"ospite", decide di raccontargli la sua storia; la sua mente corre verso i ricordi della sua infanzia a otto anni, nel 1895, quando ebbe le sue prime visioni mistiche nelle colline del Sannio, fuori Pietrelcina. Gli sembrava che Dio gli chiedesse qualcosa, pur continuando a non sapere cosa.
Il piccolo Francesco era anche perseguitato dal demonio, ragion per cui continuava a rifugiarsi nel posto più sicuro che conoscesse: la chiesetta del suo paesello natale, "messo alla prova e lasciato solo".
Fu allora che capì che se egli l'avesse supplicato, Gesù l'avrebbe ascoltato. Lo capì il giorno in cui gli chiese la guarigione di un bambino la cui madre era disperata: costui si riprese in chiesa, davanti a tutti. Francesco conosce Fra Camillo. Rimane molto colpito da questa visita; decide dopo poco quale sarà la sua scelta di vita: servire Dio, diventando frate. Provenendo da una famiglia molto modesta, questa decisione avrebbe costretto il padre ad andare in America e lavorare duro per farlo studiare.
Prende il nome di Fra Pio da Pietrelcina, per andare anche nei conventi italiani fuori dalla Campania. A causa dei suoi continui problemi di salute, Padre Pio ritorna a Pietrelcina nella sua casa; ben presto, il suo padre confessore, padre Agostino da San Marco in Lamis, viene a dirgli che è costretto a rientrare in convento. Ma le condizioni di salute non migliorano affatto, quindi decide di partire per un nuovo convento dopo aver ottenuto il consenso di padre Agostino: San Giovanni Rotondo, presso Foggia. 
Il 22 settembre del 1918, Padre Pio si “offre vittima” per i poveri peccatori della Prima guerra mondiale, chiede a Gesù di dargli le sofferenze di tutti i peccatori; a quanto pare Gesù lo ascolta, donandogli le stimmate nelle mani, nei piedi e nel costato; gli erano già state donate qualche anno prima, ma scomparendo subito. Egli nasconde queste ferite con dei guanti, dato che al momento erano permanenti.
I giornali iniziano a parlare di Padre Pio e delle sue stimmate, per questo padre Agostino Gemelli viene inviato dal papa per l'esame delle stimmate, ma vista la mancanza di un permesso scritto, gli viene negato l'esame. Padre Gemelli vede la negazione in modo negativo facendo una relazione in cui schernisce il frate, definendolo "psicopatico e autolesionista".
Dopo aver conosciuto la giovane maestra Cleonice, Padre Pio, che prevede ciò che accadrà, le impedisce di andare a Benevento ad insegnare; infatti, nel suo stesso posto di lavoro, la sua sostituta a Benevento verrà violentata. Cleonice che prima non approvava che la madre perdesse tempo coi gruppi di preghiera, adesso crede nei "poteri" di Padre Pio ed entra a far parte dei suoi gruppi di preghiera, essendo stata salvata da lui.
La prima puntata si chiude ritornando al presente, con l'ultima Messa celebrata da Padre Pio e dal visitatore tedesco, quella stessa notte d'inizio 22 settembre 1968, giorno in cui, dopo 50 anni di sofferenze con le stimmate nascoste, queste ultime scompaiono misteriosamente, quando lui si toglie i guanti e mostra le sue mani intatte a tutti: il Signore Dio lo ha messo alla prova per mezzo secolo, premiandolo per il suo coraggio.

### Seconda parte
Padre Pio, anche dopo l'ultima Messa, insiste per parlare col visitatore apostolico, nonostante questo stesse per andar via dopo che il frate gli diede prova della sua onestà mostrando a tutti le mani.
Allora la mattina del 22 settembre, il visitatore accetta di vedere Padre Pio, in quanto quest'ultimo, per evitare che se ne andasse gli aveva promesso che avrebbe raccontato tutta la verità sulla restante parte della sua vita ancora non raccontata. I ricordi ritornano nella mente del frate quasi come tutto fosse accaduto ieri e ricomincia il flashback, nel momento in cui era ancora giovane e il demonio volle sfidarlo un'altra volta: stavolta, però, non sembra scherzasse, gli aveva annunciato infatti, che gli avrebbe tolto la persona più cara che avesse al mondo.
Dopo essere stato curato per un'ernia, a San Giovanni Rotondo, arriva la mamma di Francesco (Padre Pio), che viene a fargli visita. Sembra avere un piccolo malore, ma sembra riprendersi all'istante. Proprio perché non si dovesse allontanare, Padre Pio aveva chiesto ad una delle sue figlie spirituali, sue seguaci, di ospitarla nella sua casa e alle altre di vegliare su di lei.
Quella stessa notte il frate fece uno strano sogno: vedeva che sua madre si allontanava sempre più, come se se ne stesse andando per sempre. Il frate, corre insistentemente a casa della figlia spirituale dove la madre alloggia e, dopo le ultime parole dette a Francesco, muore.
Padre Pio riflette quindi che il demonio aveva vinto la sfida e dopo aver salutato suo padre, Padre Pio ritorna a San Giovanni Rotondo. Le cose non sembrano essere facili neanche questa volta, gli viene infatti vietato di celebrare messa in pubblico, confessare i fedeli, intrattenere le donne per i gruppi di preghiera; intanto padre Paolino viene spostato in un altro convento e il nuovo padre spirituale sarà padre Raffaele.
Intanto lo scrittore e cronista, Emanuele Brunatto, che si convertì grazie all'aiuto di Padre Pio (dettaglio non specificato nella trama della prima parte) scrive un libro che preoccupa la Santa Sede, che chiede pertanto a Padre Pio d'intercedere presso Brunatto.
Si scopre però che Brunatto l'aveva fatto solamente per difendere il frate di Pietrelcina ed alleviare le misure contro di lui. Tuttavia dopo poco, padre Agostino da San Marco in Lamis gli annuncia che tutte le misure prese contro di lui sono state annullate e Padre Pio riprende la vita di sempre coi gruppi di preghiera.
Dopo aver avuto un momento di sgomento, viste le piccole bancarelle allestite all'uscita del Convento di Santa Maria delle Grazie, sulle quali sfoga la sua rabbia, dato che le cose non si vendono con denaro sempre, il frate pensa alla costruzione di un ospedale, perché secondo quanto detto da lui, dopo la Seconda guerra mondiale ci sarebbero state decine di feriti; un ospedale che sia grande ma che debba essere anche una casa: la Casa Sollievo della Sofferenza.
Dopo la morte di suo padre, alla fine della guerra, Padre Pio viene tentato per l'ennesima volta dal demonio che questa volta riesce a sconfiggere, pur avendolo messo alla prova duramente.
Padre Pio inaugura quindi la Casa Sollievo della Sofferenza e fa la conoscenza di un giovane sacerdote dalla Polonia, un certo Karol Wojtyla, che un giorno, secondo quanto rivelato al visitatore apostolico, diventerà un eccellente e umile Papa.
Dopo l'apertura della Casa Sollievo giungono i primi problemi finanziari: da altri frati e da altri ordini religiosi vengono chiesti tutti i fondi dell'ospedale.
Il Padre, chiaramente, rifiuta e incontra padre Agostino di san Marco che intanto s'è gravemente ammalato e gli chiede l'estrema unzione dato l'aggravarsi del suo stato di salute. Poi, con un'interruzione del flashback nel pomeriggio del 22 settembre 1968, viene il momento del primo incontro o del primo “scontro” con lo stesso visitatore che lo sta interrogando, durante il quale i due discutono del voto di castità che forse il frate aveva rotto con Cleonice, considerata la sua amante da alcuni giornalisti stolti.
Il Padre, chiaramente arrabbiato, interrompe questo incontro e lo accusa di aver inserito i microfoni dentro al confessionale, rompendo quindi il “Grande Segreto”. Ma poi il visitatore si scusa ed egli torna a raccontare le sue vicende, la sera del 22 settembre.
Come ultima fase del flashback, nel 1959, Padre Pio si scontra per l'ultima volta con il demonio proprio in chiesa, quando una donna indemoniata si presenta alla chiesa di San Giovanni Rotondo. Si trovava lì perché i parenti volevano che fosse esorcizzata dal frate.
Padre Pio quindi accetta l'ultimo duello col demonio vincendolo e allontanandolo dalla sua vita e da quella della ragazza, per sempre.
Il flashback intanto si chiude. Questa è la storia di Padre Pio, un figlio di contadini divenuto frate da povero e che se ne va da povero.
Intanto Padre Pio stupisce ancora una volta il visitatore apostolico rivelando che lo stesso alla fine della guerra incappò in un giovane soldato tedesco, inseguito dai partigiani, che implorava il suo aiuto ma in preda al terrore il sacerdote lo lasciò fuori e il ragazzo venne ucciso. Il visitatore emozionato e pentito chiese perdono a Padre Pio , ma Padre Pio disse di  perdonarsi a vicenda. Il tedesco dopo tale evento cambia completamente opinione su quel frate, e mentre se ne va lo ringrazia in lacrime.
Padre Pio, dopo averlo perdonato, dice a Dio di essere pronto. E infatti dopo poche ore, alle due di notte del 23 settembre 1968, Padre Pio muore di vecchiaia a San Giovanni Rotondo e la candela di Cleonice, ultima rimasta a pregare per il padre, si spegne.
Capisce quindi che Padre Pio è morto e la serie termina col sorriso di Cleonice che guarda al cielo e che ricorda quelle parole che le disse Padre Pio: “Regalami 'sto fazzoletto, così da Lassù ti potrò salutare!”
Anni dopo, Padre Pio verrà beatificato e canonizzato da Karol Wojtyla, diventato papa Giovanni Paolo II.

## Riprese
La miniserie è stata girata tra il novembre 1999 e il febbraio 2000 a San Giovanni Rotondo, Nepi e Oriolo Romano.